# Antoine Bello
Antoine Bello (* 25. března 1970, Boston, Massachusetts) je francouzsko-americký spisovatel a podnikatel, žijící v USA a píšící francouzsky. Má dvě občanství, americké a francouzské.

## Život
Narodil se 25. března 1970 v Bostonu francouzským rodičům. Jeho vzdáleným příbuzným je francouzský spisovatel Marcel Aymé. Mládí strávil ve Francii, studoval obchodní vědy na Hautes études commerciales de Paris (HEC Paris), kde v roce 1991 promoval. Ještě na studiích založil firmu Hors Ligne, zabývající se administrativními a právními službami. Vedení této úspěšné firmy, která byla později přejmenována na Ubiqus se věnoval 15 let. V roce 2007 založil Rankopedii, webové stránky, zabývající se tvorbou statistik a žebříčků z různých oborů lidské činnosti.
Kromě Francie a USA procestoval i Japonsko a Švédsko. Od roku 2002 žije se ženou a dětmi v New Yorku.
V roce 2007 podpořil kandidaturu Nicolase Sarkozyho na úřad francouzského prezidenta.

## Dílo
Literární kariéru zahájil v roce 1996 sbírkou povídek Les Funambules (Akrobati). V roce 1998 následoval detektivní příběh z fiktivního prostředí profesionálních hráčů puzzle s názvem Éloge de la pièce manquante (Oslava chybějícího dílku).
V roce 2007 publikoval první ze zatím tří mysteriózních románů Les Falsificateurs (Falzifikátoři). V roce 2009 následoval druhý s názvem Les Éclaireurs (Průzkumníci) a v roce 2015 zatím poslední Les Producteurs (Producenti). Hlavní postavou románů je mladý Islanďan Sliv, který po ukončení studia geografie nastoupí v Reykjavíku jako projektový manažer u firmy zabývající se environmentálním poradenstvím. Záhy ale zjistí, že firma jen poskytuje krytí mezinárodní tajné organizaci, Konsorciu pro falzifikaci reality (KFR), pro niž pracuje i jeho šéf Gunnar. Rozhodne se přijmout podmínky, které mu Gunnar nabídne a stává se agentem společnosti, která falšuje realitu, doplňuje bílá místa v historii a vytváří mýty. Zpočátku si myslí, že jde jen o jakousi intelektuální hru, ale časem pocítí její nečekané důsledky. Snaží se s pomocí svých přátel zjistit, kdo organizaci řídí, jaké je její skutečné poslání a zda je správné měnit minulost v zájmu lepší budoucnosti. Autor se v románech zamýšlí nad vlivem informací na formování představ o světě a nad neomezenou mocí těch, kteří k nim mají přístup a mohou je ve vlastním zájmu zneužívat.
V roce 2012 publikoval v elektronické formě (ebook) sbírku novel L'Actualité, Légendes, Reclus et En fuite.
Jako své literární vzory uvádí autor Ayn Randovou, Agathu Christie a Edgara Allana Poea.

### Publikace (výběr)
- 1996 Les Funambules, ISBN 978-2070745029
- 1998 Éloge de la pièce manquante, ISBN 978-2070358533
- 2007 Les Falsificateurs, ISBN 978-2070355273
- 2009 Les Éclaireurs, ISBN 978-2070124268
- 2010 Enquête sur la disparition d'Émilie Brunet, ISBN 978-2070130405
- 2013 Mateo, ISBN 978-2070140114
- 2014 Roman américain, ISBN 978-2070144297
- 2015 Les Producteurs, ISBN 978-2070147854

### Česky vyšlo
- 2013 Falzifikátoři (Les Falsificateurs), překlad: Alan Beguivin, Kniha Zlín, ISBN 978-80-7473-108-2
- 2014 Průzkumníci (Les Éclaireurs), překlad: Alan Beguivin, Kniha Zlín, ISBN 978-80-7473-155-6

## Ocenění
- 1993 Prix du Jeune Ecrivain Francophone (novela Manikin 100)
- 1996 Prix Littéraire de la Vocation Marcel Bleustein-Blanchet (Les Funambules) [4]
- 1999 Prix Novembre (Éloge de la pièce manquante)
- 2009 Prix France Culture-Télérama (Les Éclaireurs)[5]